# 추수감사절 (미국)
추수감사절(Thanksgiving)은 미국에서 11월 넷째 주 목요일에 경축하는 축일이다. 남북전쟁 기간인 1863년부터 에이브러햄 링컨 대통령이 선하고 자비로우신 하나님께 감사하며 찬양하는 국경일로 11월 26일 목요일에 경축하라고 공표한 이후 매년 기념하는 전통이 되었다. 미국에서 연방 그리고 국경일로서, 추수감사절은 연중 주요 국경일 중의 하나이다. 크리스마스와 새해와 더불어 추수감사절도 연말연시의 일부가 되었다.
미국인들이 보편적으로 ‘최초의 추수감사절’이라고 부른 사건은 1621년 신세계에서 최초의 수확을 거둔 이후에 필그림들에 의해 경축되었다. 이 연회는 3일간 지속되었으며, 90명의 미국 인디언들(같이 참석한 에드워드 윈슬로가 헤아린 숫자)과 53명의 필그림이 참석하였다. 뉴잉글랜드 식민지 정착민들은 군사적 승리나 가뭄의 끝과 같은 축복을 위해 신에게 감사를 드리는 규칙적으로 경축되는 추수감사절에 익숙해져 있었다. 추수감사절에는 칠면조를 먹는다.

## 역사

### 초기의 증언
미국에서 최초로 시행된 추수감사절 전통이 어디에서 이뤄졌는 지에 대한 것은 종종 격찬과 논쟁의 대상이 되어왔다.